# Johan Joeke Gabriël van Wicheren
Johan Joeke Gabriël (Jan) van Wicheren (Leeuwarden, 29 maart 1808 - Leeuwarden, 8 oktober 1897) was een Leeuwarder (portret)schilder.

## Biografie
Van Wicheren werd in 1808 geboren als achtste kind van Pieter van Wicheren (Leeuwarden 1762 - Leeuwarden 1839), kassier en effectenhandelaar en Amarentia Huijs (Sluis 1767/68 - Leeuwarden 1824). Hij werkte enige tijd in Groningen en was daar een van de eerste leermeesters van Jozef Israëls. In 1838 vestigde hij zich weer in Leeuwarden en bleef daar tot zijn dood wonen.

## Werk
Portretten van Koning Willem I, Koning Willem II en Koning Willem III hangen in het stadhuis van Leeuwarden. Hijzelf werd omstreeks 1828 geportretteerd door Gosling Posthumus.

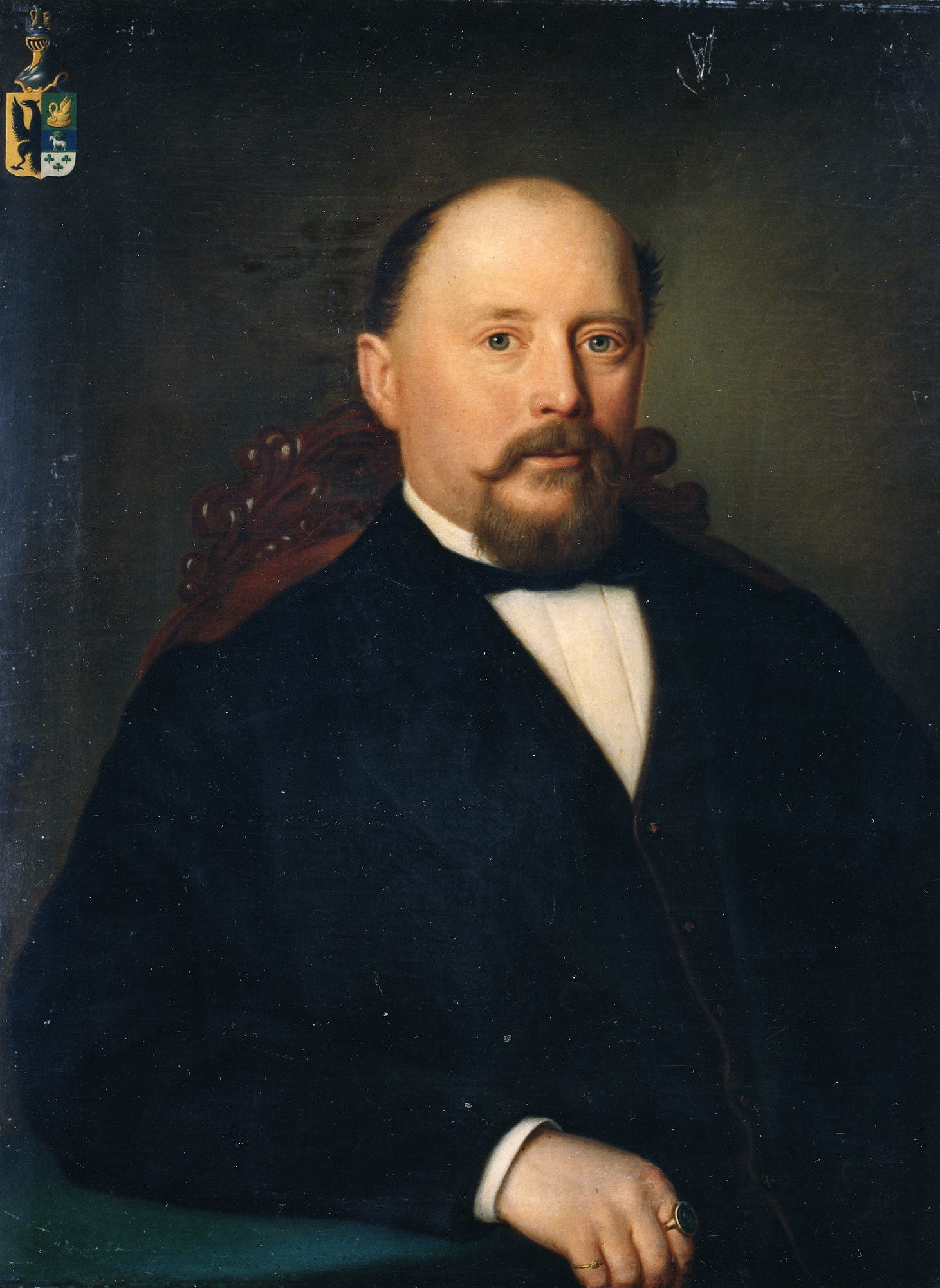
Portret van Bernhardus Hopperus Buma
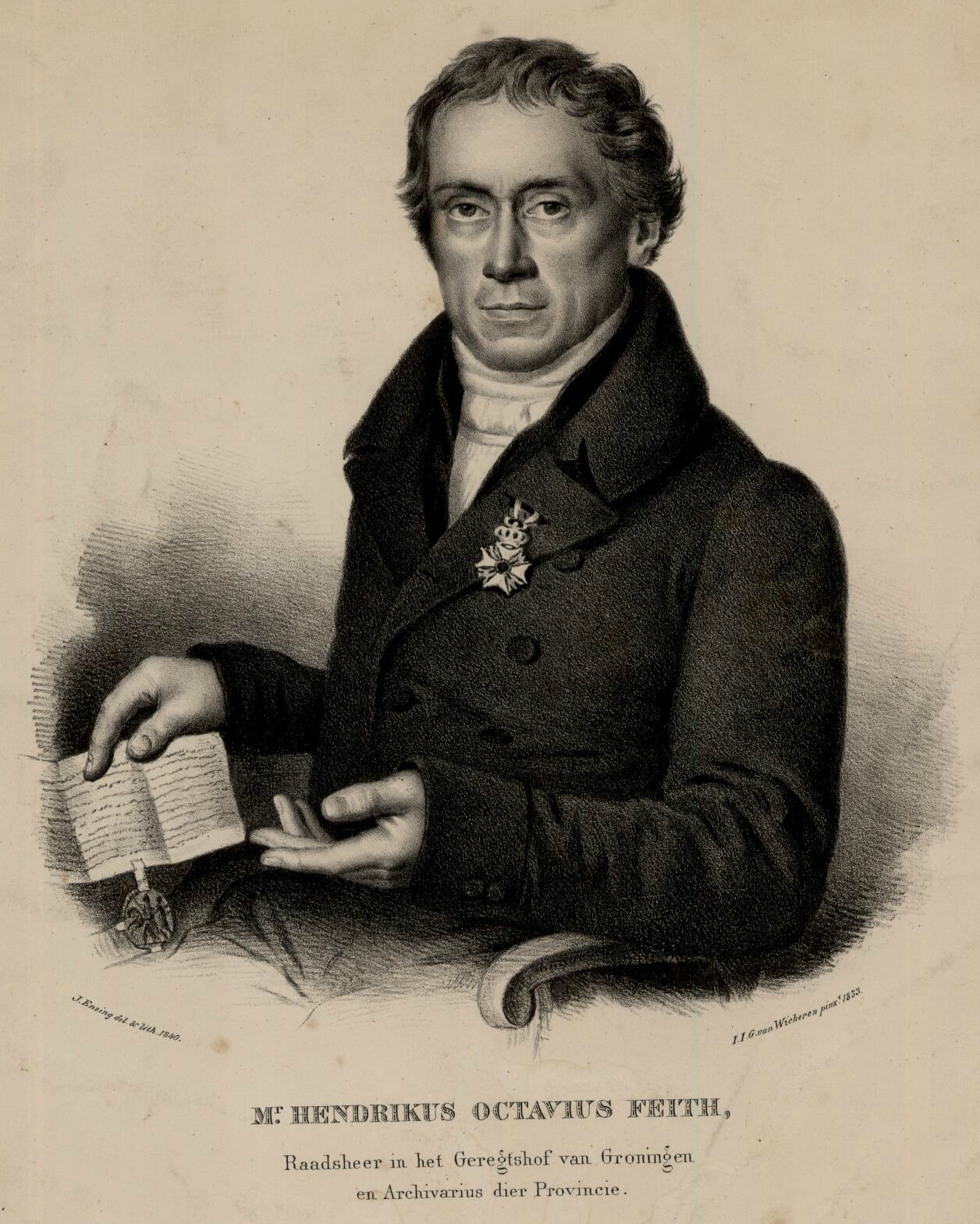
Portret van Hendrikus Feith
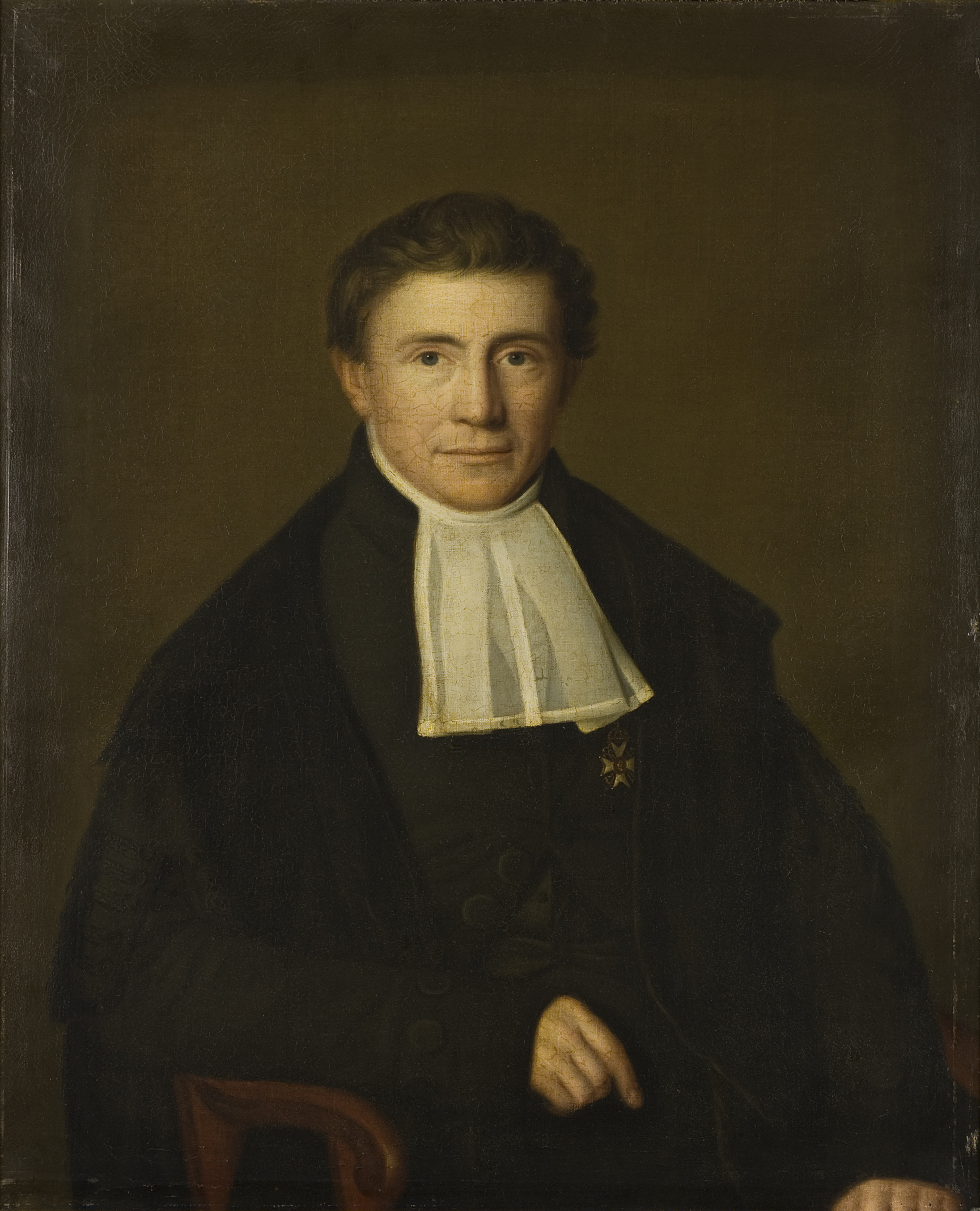
Portret van Sibrandus Stratingh
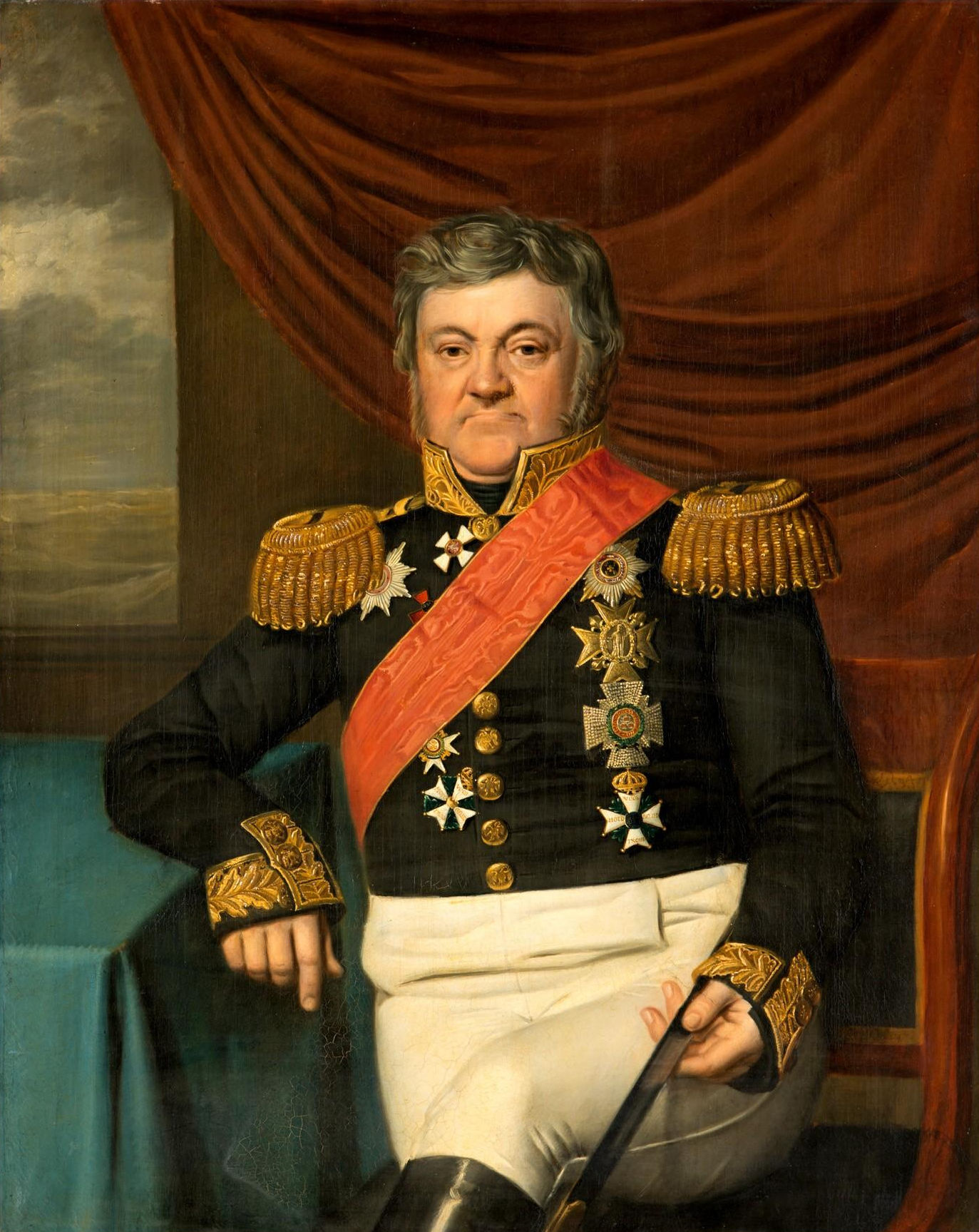
Portret van Graaf Van Heiden Reinestein

- Bibliothèque nationale de France: cb14966649z (data)
- Biografisch Portaal: 01215443
- International Standard Name Identifier: 0000 0000 0236 778X
- RKD-Nederlands Instituut voor Kunstgeschiedenis: 84108
- Virtual International Authority File: 61820161